# Terellia latigenalis
Terellia latigenalis är en tvåvingeart som beskrevs av Erich Martin Hering 1942. Terellia latigenalis ingår i släktet Terellia och familjen borrflugor. Inga underarter finns listade i Catalogue of Life.